# World Cup (Tischtennis)
Der World Cup ist ein Tischtennisturnier, das vom Tischtennis-Weltverband ITTF veranstaltet wird. Mit der Organisation des Turniers beauftragt der ITTF ein Mitgliedsland. Es werden Einzelwettbewerbe für Damen und Herren – der World Cup – sowie Mannschaftswettbewerbe für Damen und Herren – der World Team Cup – durchgeführt. Trotz seines Namens ist er nicht identisch mit der Tischtennis-Weltmeisterschaft.

## Einzel-Wettbewerbe – World Cup
Die Einzelwettbewerbe für Herren werden seit 1980 und für Damen seit 1996 jährlich durchgeführt. 2021–2023 wurden die Einzelwettbewerbe pausiert. Dafür wurden die WTT Cup Finals gespielt. Ab 2024 werden die Einzel wieder veranstaltet, Austragungsort im April 2024 war Macau. Die World Cup Bedingungen sind im ITTF-Handbuch im Kapitel 4.03 beschrieben.
Teilnahmeberechtigt sind
- der amtierende Weltmeister im Einzel
- die drei Erstplatzierten des Asian Cups und des Europe Top 16 Cups
- die Erstplatzierten des Africa Cups, des Oceania Cups und des Panamerica Cups
- bei einem latein- bzw. nordamerikanischen Gewinner des Panamerica Cups der Bestplatzierte des jeweils anderen Kontinents

Für sieben weitere Plätze werden der Reihe nach die bei den jeweiligen Kontinentalwettbewerben bestplatzierten noch nicht qualifizierten Spieler miteinander verglichen und der Platz an den in der Weltrangliste bestplatzierten vergeben. Ein weiterer Platz geht an einen Vertreter des Gastgeberlandes, falls sich noch keiner qualifiziert hat, ansonsten rückt nach obiger Regel ein achter Spieler nach. Dazu vergibt der ITTF eine Wildcard.
Pro Nation dürfen höchstens zwei Spieler antreten. Bei der Qualifikation über die kontinentalen Wettbewerbe werden überzählige Qualifikanten eines Verbands ignoriert.

## Team-Wettbewerb – World Team Cup
Der World Team Cup wurde von 2007 bis 2015 alle zwei Jahre durchgeführt, in Jahren mit ungerader Jahreszahl. Zusätzliche Austragungsjahre waren 2010, 2018 und 2019. Vorher fand er bereits 1990, 1991, 1994 und 1995 statt. Das Spielsystem wird vom Executive Committee jeweils vorgegeben.
Die Bedingungen für den Teamwettbewerb sind im ITTF-Handbuch im Kapitel 4.04 beschrieben.
Teilnahmeberechtigt sind zwölf Mannschaften:
- die ersten sieben der vorherigen Weltmeisterschaft
- das Gastgeberland
- vier weitere Mannschaften aus den Kontinenten

Jede Mannschaft besteht aus drei Spielern. Ein Teamwettkampf wird nach dem Olympic System durchgeführt. Ein Einzelmatch wird in 5 Gewinnsätzen ausgespielt.

## Mixed-Wettbewerb – Mixed World Team Cup
Der Mixed World Team Cup wurde 2023 eingeführt. Als Austragungsort für 2023 bis 2027 wurde Chengdu festgelegt. Bei der Premiere vom 4. bis 10. Dezember 2023 nahmen gemischte Mannschaften aus insgesamt 18 Nationen teil.
Im neu eingeführten Spielsystem ist jede Einzelbegegnung auf 3 Sätze limitiert, mögliche Ergebnisse sind entsprechend 3:0 oder 2:1. Sobald ein Team 8 Sätze für sich entscheidet, gewinnt es die Begegnung. Gestartet wird mit einem Mixed-Doppel. Es folgen je ein Damen- und ein Herren-Einzel. Sind nach diesen drei Begegnungen noch nicht die acht benötigten Sieg-Sätze erreicht, folgen ein Damen- und ein Herren-Doppel. Die Reihenfolge dieser beiden Abschluss-Partien entscheidet der Mannschaftsführer des in der Weltrangliste schlechter platzierten Teams.

## Sieger

### Herren World Cup
Mit dem brasilianischen  Tischtennisspieler Hugo Calderano gewann erstmals ein Spieler, der nicht aus Asien oder Europa stammte, den World Cup.
| Jahr | Ort               | Sieger               | Zweiter              | Dritter                       |
| ---- | ----------------- | -------------------- | -------------------- | ----------------------------- |
| 2025 | Macau             | Hugo Calderano       | Lin Shidong          | Liang Jingkun Wang Chuqin     |
| 2024 | Macau             | Ma Long              | Lin Gaoyuan          | Wang Chuqin Tomokazu Harimoto |
| 2020 | Weihai            | Fan Zhendong         | Ma Long              | Tomokazu Harimoto             |
| 2019 | Chengdu           | Fan Zhendong         | Tomokazu Harimoto    | Lin Yun-Ju                    |
| 2018 | Paris             | Fan Zhendong         | Timo Boll            | Lin Gaoyuan                   |
| 2017 | Lüttich           | Dimitrij Ovtcharov   | Timo Boll            | Ma Long                       |
| 2016 | Saarbrücken       | Fan Zhendong         | Xu Xin               | Wong Chun Ting                |
| 2015 | Halmstad          | Ma Long              | Fan Zhendong         | Dimitrij Ovtcharov            |
| 2014 | Düsseldorf        | Zhang Jike           | Ma Long              | Timo Boll                     |
| 2013 | Verviers          | Xu Xin               | Wladimir Samsonow    | Dimitrij Ovtcharov            |
| 2012 | Liverpool         | Ma Long              | Timo Boll            | Wladimir Samsonow             |
| 2011 | Paris             | Zhang Jike           | Wang Hao             | Joo Se-hyuk                   |
| 2010 | Magdeburg         | Wang Hao             | Zhang Jike           | Timo Boll                     |
| 2009 | Moskau            | Wladimir Samsonow    | Chen Qi              | Ma Long                       |
| 2008 | Lüttich           | Wang Hao             | Timo Boll            | Ma Long                       |
| 2007 | Barcelona         | Wang Hao             | Ryu Seung Min        | Wang Liqin                    |
| 2006 | Paris             | Ma Lin               | Wang Hao             | Wang Liqin                    |
| 2005 | Lüttich           | Timo Boll            | Wang Hao             | Ma Lin                        |
| 2004 | Hangzhou          | Ma Lin               | Kalinikos Kreanga    | Wang Hao                      |
| 2003 | Jiangyin          | Ma Lin               | Kalinikos Kreanga    | Wang Liqin                    |
| 2002 | Jinan             | Timo Boll            | Kong Linghui         | Zoran Primorac                |
| 2001 | Courmayeur        | Wladimir Samsonow    | Wang Liqin           | Jörg Roßkopf                  |
| 2000 | Yangzhou          | Ma Lin               | Kim Taek-soo         | Wang Liqin                    |
| 1999 | Xiaolan           | Wladimir Samsonow    | Werner Schlager      | Zoran Primorac                |
| 1998 | Shantou           | Jörg Roßkopf         | Kim Taek-soo         | Zoran Primorac                |
| 1997 | Nîmes             | Zoran Primorac       | Kong Linghui         | Wladimir Samsonow             |
| 1996 | Nîmes             | Liu Guoliang         | Jan-Ove Waldner      | Wladimir Samsonow             |
| 1995 | Nîmes             | Kong Linghui         | Jörg Roßkopf         | Liu Guoliang                  |
| 1994 | Taipeh            | Jean-Philippe Gatien | Jean-Michel Saive    | Zoran Primorac                |
| 1993 | Guangzhou         | Zoran Primorac       | Wang Tao             | Wenguan Huang                 |
| 1992 | Ho-Chi-Minh-Stadt | Ma Wenge             | Kim Taek-soo         | Yoo Nam-kyu                   |
| 1991 | Kuala Lumpur      | Jörgen Persson       | Jean-Philippe Gatien | Jan-Ove Waldner               |
| 1990 | Chiba             | Jan-Ove Waldner      | Ma Wenge             | Chen Longcan                  |
| 1989 | Nairobi           | Ma Wenge             | Andrzej Grubba       | Mikael Appelgren              |
| 1988 | Guangzhou & Wuhan | Andrzej Grubba       | Chen Longcan         | Jiang Jialiang                |
| 1987 | Macau             | Teng Yi              | Jiang Jialiang       | Andrzej Grubba                |
| 1986 | Port of Spain     | Chen Longcan         | Jiang Jialiang       | Kim Wan                       |
| 1985 | Foshan            | Chen Xinhua          | Andrzej Grubba       | Jiang Jialiang                |
| 1984 | Kuala Lumpur      | Jiang Jialiang       | Kim Wan              | Ulf Bengtsson                 |
| 1983 | Barbados          | Mikael Appelgren     | Jan-Ove Waldner      | Erik Lindh                    |
| 1982 | Hongkong          | Guo Yuehua           | Mikael Appelgren     | Xie Saike                     |
| 1981 | Kuala Lumpur      | Tibor Klampár        | Xie Saike            | Guo Yuehua                    |
| 1980 | Hongkong          | Guo Yuehua           | Li Zhenshi           | Josef Dvořáček                |

### Damen World Cup
| Jahr | Ort          | Siegerin     | Zweite           | Dritte                  |
| ---- | ------------ | ------------ | ---------------- | ----------------------- |
| 2025 | Macau        | Sun Yingsha  | Kuai Man         | Chen Xingtong Mima Itō  |
| 2024 | Macau        | Sun Yingsha  | Wang Manyu       | Chen Meng Miwa Harimoto |
| 2020 | Weihai       | Chen Meng    | Sun Yingsha      | Mima Itō                |
| 2019 | Chengdu      | Liu Shiwen   | Zhu Yuling       | Feng Tianwei            |
| 2018 | Chengdu      | Ding Ning    | Zhu Yuling       | Cheng I-Ching           |
| 2017 | Markham      | Zhu Yuling   | Liu Shiwen       | Cheng I-Ching           |
| 2016 | Philadelphia | Miu Hirano   | Cheng I-Ching    | Feng Tianwei            |
| 2015 | Sendai       | Liu Shiwen   | Kasumi Ishikawa  | Petrissa Solja          |
| 2014 | Linz         | Ding Ning    | Li Xiaoxia       | Kasumi Ishikawa         |
| 2013 | Kōbe         | Liu Shiwen   | Wu Yang          | Feng Tianwei            |
| 2012 | Huangshi     | Liu Shiwen   | Elizabeta Samara | Shen Yanfei             |
| 2011 | Singapur     | Ding Ning    | Li Xiaoxia       | Tie Yana                |
| 2010 | Kuala Lumpur | Guo Yan      | Jiang Huajun     | Guo Yue                 |
| 2009 | Guangzhou    | Liu Shiwen   | Guo Yue          | Li Xiaoxia              |
| 2008 | Kuala Lumpur | Li Xiaoxia   | Tie Yana         | Feng Tianwei            |
| 2007 | Chengdu      | Wang Nan     | Zhang Yining     | Guo Yue                 |
| 2006 | Ürümqi       | Guo Yan      | Zhang Yining     | Li Jia Wei              |
| 2005 | Guangzhou    | Zhang Yining | Guo Yan          | Ai Fukuhara             |
| 2004 | Hangzhou     | Zhang Yining | Wang Nan         | Tie Yana                |
| 2003 | Hongkong     | Wang Nan     | Niu Jianfeng     | Zhang Yining            |
| 2002 | Singapur     | Zhang Yining | Li Nan           | Tie Yana                |
| 2001 | Wuhu         | Zhang Yining | Kim Hyon-hui     | Mihaela Șteff           |
| 2000 | Phnom Penh   | Li Ju        | Wang Nan         | Sun Jin                 |
| 1998 | Taipeh       | Wang Nan     | Li Ju            | Chen-Tong Fei-Ming      |
| 1997 | Shanghai     | Wang Nan     | Li Ju            | Li Chunli               |
| 1996 | Hongkong     | Deng Yaping  | Yang Ying        | Wang Chen               |

### Herren World Team Cup
| Jahr | Ort        | Sieger              | Zweiter             | Dritter           | Dritter            |
| ---- | ---------- | ------------------- | ------------------- | ----------------- | ------------------ |
| 2019 | Tokio      | Volksrepublik China | Südkorea            | Chinesisch Taipeh | Japan              |
| 2018 | London     | Volksrepublik China | Japan               | England           | Südkorea           |
| 2015 | Dubai      | Volksrepublik China | Österreich          | Portugal          | Chinesisch Taipeh  |
| 2013 | Guangzhou  | Volksrepublik China | Chinesisch Taipeh   | Ägypten           | Japan              |
| 2011 | Magdeburg  | Volksrepublik China | Südkorea            | Deutschland       | Japan              |
| 2010 | Dubai      | Volksrepublik China | Südkorea            | Deutschland       | Österreich         |
| 2009 | Linz       | Volksrepublik China | Südkorea            | Deutschland       | Hongkong           |
| 2007 | Magdeburg  | Volksrepublik China | Hongkong            | Österreich        | Südkorea           |
| 1995 | Atlanta    | Südkorea            | Deutschland         | Japan             | Vereinigte Staaten |
| 1994 | Nimes      | Volksrepublik China | Schweden            | Belgien           | Frankreich         |
| 1991 | Barcelona  | Volksrepublik China | Schweden            | Frankreich        | Nordkorea          |
| 1990 | Chiba City | Schweden            | Volksrepublik China | England           | Nordkorea          |

### Damen World Team Cup
| Jahr | Ort        | Sieger              | Zweiter     | Dritter             | Dritter     |
| ---- | ---------- | ------------------- | ----------- | ------------------- | ----------- |
| 2019 | Tokio      | Volksrepublik China | Japan       | Chinesisch Taipeh   | Südkorea    |
| 2018 | London     | Volksrepublik China | Japan       | Nordkorea           | Hongkong    |
| 2015 | Dubai      | Volksrepublik China | Nordkorea   | Japan               | Singapur    |
| 2013 | Guangzhou  | Volksrepublik China | Japan       | Singapur            | Hongkong    |
| 2011 | Magdeburg  | Volksrepublik China | Japan       | Singapur            | Hongkong    |
| 2010 | Dubai      | Volksrepublik China | Singapur    | Südkorea            | Japan       |
| 2009 | Linz       | Volksrepublik China | Singapur    | Hongkong            | Japan       |
| 2007 | Magdeburg  | Volksrepublik China | Südkorea    | Hongkong            | Ungarn      |
| 1995 | Atlanta    | Volksrepublik China | Rumänien    | Ungarn              | Südkorea    |
| 1994 | Nimes      | Russland            | Deutschland | Volksrepublik China | Niederlande |
| 1991 | Barcelona  | Volksrepublik China | Südkorea    | Japan               | Nordkorea   |
| 1990 | Chiba City | Volksrepublik China | Nordkorea   | Japan               | Südkorea    |

### Mixed World Team Cup
| Jahr | Ort     | Sieger | Zweiter                                                                                                   | Dritter | Dritter |
| ---- | ------- | --- | --- | --- | ------- |
| 2023 | Chengdu | Volksrepublik China Chen Meng Fan Zhendong Lin Gaoyuan Ma Long Sun Yingsha Wang Chuqin Wang Manyu Wang Yidi | Südkorea An Jae-hyun Jang Woo-jin Jeon Ji-hee Kim Nayeong Lee Sang-su Lee Zi-on Lim Jong-hoon Shin Yu-bin | Japan Miwa Harimoto Tomokazu Harimoto Hina Hayata Miu Hirano Miyuu Kihara Kakeru Sone Shunsuke Togami Ryoichi Yoshiyama |         |
| 2024 | Chengdu | | | |         |
| 2024 | Chengdu | | | |         |
| 2025 | Chengdu | | | |         |
| 2025 | Chengdu | | | |         |
| 2026 | Chengdu | | | |         |
| 2026 | Chengdu | | | |         |
| 2027 | Chengdu | | | |         |
| 2027 | Chengdu | | | |         |